# Magia renacentista

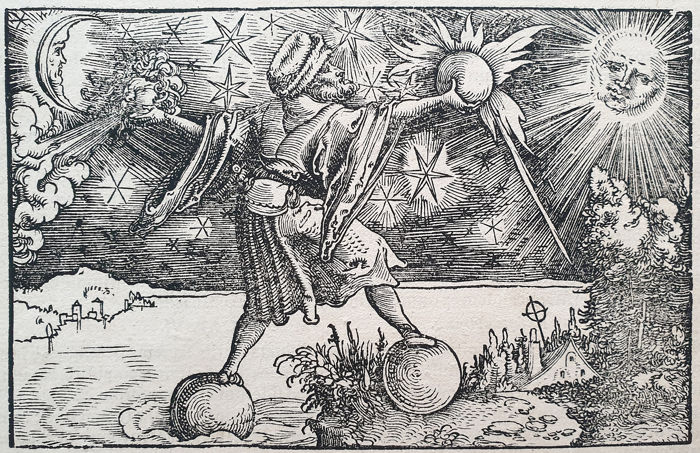
Ilustración xilográfica de una edición de la Naturalis Historia de Plinio el Viejo (1582).

La magia renacentista fue un resurgimiento del hermetismo y de las variedades neoplatónicas de las artes mágicas que surgieron junto con el humanismo renacentista en los siglos XV y XVI de nuestra era. Durante el Renacimiento, la magia y las prácticas ocultas experimentaron cambios significativos que reflejaron cambios en las perspectivas culturales, intelectuales y religiosas. C. S. Lewis, en su obra sobre la literatura inglesa, destacó la transformación en la forma de percibir y representar la magia. En los relatos medievales, la magia tenía un carácter fantástico y de hada, mientras que en el Renacimiento se hizo más compleja y se vinculó a la idea de un conocimiento oculto que podía explorarse a través de libros y rituales. Este cambio es evidente en las obras de autores como Spenser, Marlowe, Chapman y Shakespeare, que trataron la magia como un asunto serio y potencialmente peligroso.
Heinrich Cornelius Agrippa, erudito, médico y astrólogo, popularizó la magia cabalística y hermética de Marsilio Ficino y Giovanni Pico della Mirandola. Las ideas de Agrippa sobre la magia eran revolucionarias, y se enfrentó a la persecución por sus críticas a las autoridades y las clases dirigentes. Su obra, De occulta philosophia, exploraba tanto la magia benévola como la malévola, pero rechazaba las formas prohibidas de hechicería. Del mismo modo, Paracelso, médico y alquimista suizo, combinó la práctica médica con la astrología. Introdujo los seres elementales y consideró que el cosmos estaba interconectado, asignando un significado espiritual a los elementos naturales.
Nostradamus, astrólogo francés y reputado adivino, se hizo famoso por predecir supuestamente acontecimientos futuros a través de sus profecías. Sus obras contenían versos crípticos y calendarios, atrayendo tanto a admiradores como a escépticos. Johann Weyer, médico holandés y discípulo de Agripa, abogó contra la persecución de las brujas y argumentó que las acusaciones de brujería solían basarse en trastornos mentales. John Dee, matemático y ocultista inglés, exploró la alquimia, la adivinación y la filosofía hermética. Su colaboración con Edward Kelley dio lugar a elaboradas comunicaciones angélicas y enseñanzas místicas.
En conjunto, estas figuras tejieron una compleja trama de magia renacentista, una época marcada por la mezcla de ideas místicas y científicas, así como por una redefinición de la percepción de la magia. En esta época, la magia pasó de ser un elemento de fantasía en los cuentos a convertirse en un ámbito de exploración espiritual y conocimiento oculto.

## Historia

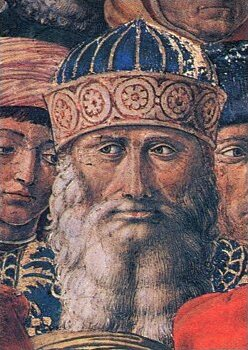
Retrato de Gemistus Pletho, detalle de un fresco de un conocido, Benozzo Gozzoli, Palazzo Medici Riccardi, Florencia, Italia

Tanto la burguesía como la nobleza de los siglos XV y XVI mostraron gran fascinación por las siete artes magicae, que ejercían un encanto exótico por su adscripción a fuentes árabes, judías, romaníes y egipcias. Existía una gran incertidumbre a la hora de distinguir las prácticas de superstición vana, ocultismo blasfemo y conocimiento erudito perfectamente sólido o ritual piadoso. Las tensiones intelectuales y espirituales estallaron en la locura por las brujas de la Edad Moderna, reforzadas por la agitación de la Reforma protestante, especialmente en Alemania, Inglaterra y Escocia. La gente de esta época consideró que la existencia de la magia era algo que podía responder a las preguntas que no podían explicar a través de la ciencia. Para ellos era sugerir que mientras la ciencia podía explicar la razón, la magia podía explicar la sinrazón.

### De la Baja Edad Media al Renacimiento

#### Georgius Gemistus Pletho
Georgius Gemistus Pletho (c. 1355/1360-1452/1454) fue un erudito griego y uno de los filósofos más renombrados de la época bizantina tardía. Fue uno de los principales pioneros del renacimiento de la erudición griega en Europa occidental. Como revela su última obra literaria, el Nomoi o Libro de las Leyes, que sólo difundió entre amigos íntimos, rechazó el cristianismo en favor de un retorno al culto de los dioses helénicos clásicos, mezclado con la sabiduría antigua basada en Zoroastro y los Magos. Plethon también pudo ser la fuente del sistema órfico de magia natural de Ficino.

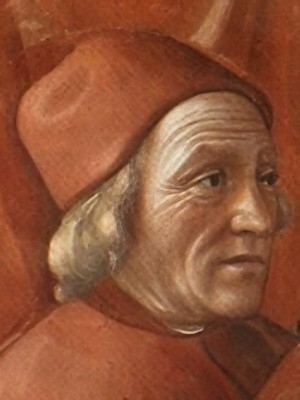
Marsilio Ficino de un fresco pintado por Domenico Ghirlandaio en la Capilla Tornabuoni, Santa Maria Novella, Florencia.

#### Marsilio Ficino
Marsilio Ficino (1433-1499), erudito italiano y sacerdote católico, fue uno de los filósofos humanistas más influyentes de principios del Renacimiento italiano. Fue astrólogo, renovador del neoplatonismo en contacto con los principales académicos de su época y el primer traductor al latín de las obras completas de Platón. Su Academia Florentina, un intento de revivir la Academia de Platón, influyó en la dirección y el tenor del Renacimiento italiano y en el desarrollo de la filosofía europea.

Las cartas de Ficino, que abarcan los años 1474-1494, se conservan y han sido publicadas. En 1484 escribió De amore (Del amor). De vita libri tres (Tres libros sobre la vida), o De triplici vita (El libro de la vida), publicado en 1489, ofrece numerosos consejos médicos y astrológicos para mantener la salud y el vigor, además de defender la visión neoplatónica de la encarnación del mundo y su integración con el alma humana:
Habrá algunos hombres u otros, supersticiosos y ciegos, que ven vida llana incluso en los animales más bajos y en las plantas más mezquinas, pero no ven vida en los cielos ni en el mundo... Ahora bien, si esos pequeños hombres conceden vida a las partículas más pequeñas del mundo, ¡qué locura! qué envidia! ni saber que el Todo, en el que 'vivimos y nos movemos y tenemos nuestro ser', está en sí mismo vivo, ni desear que así sea.
Una metáfora de esta vitalidad integrada es la astrología de Ficino. En el Libro de la Vida, detalla las interrelaciones entre comportamiento y consecuencia. Habla de una lista de cosas que influyen en el destino de un hombre.
Sus obras médicas ejercieron una influencia considerable en médicos renacentistas como Paracelso, con quien compartió la percepción sobre la unidad del microcosmos y el macrocosmos, y sus interacciones, a través de manifestaciones somáticas y psicológicas, con el fin de investigar sus signaturas para curar enfermedades. Estas obras, muy populares en la época, trataban conceptos astrológicos y alquímicos. Por ello, Ficino cayó bajo la sospecha de herejía; especialmente tras la publicación del tercer libro en 1489, que contenía instrucciones específicas sobre la vida saludable en un mundo de demonios y otros espíritus.

#### Giovanni Pico della Mirandola

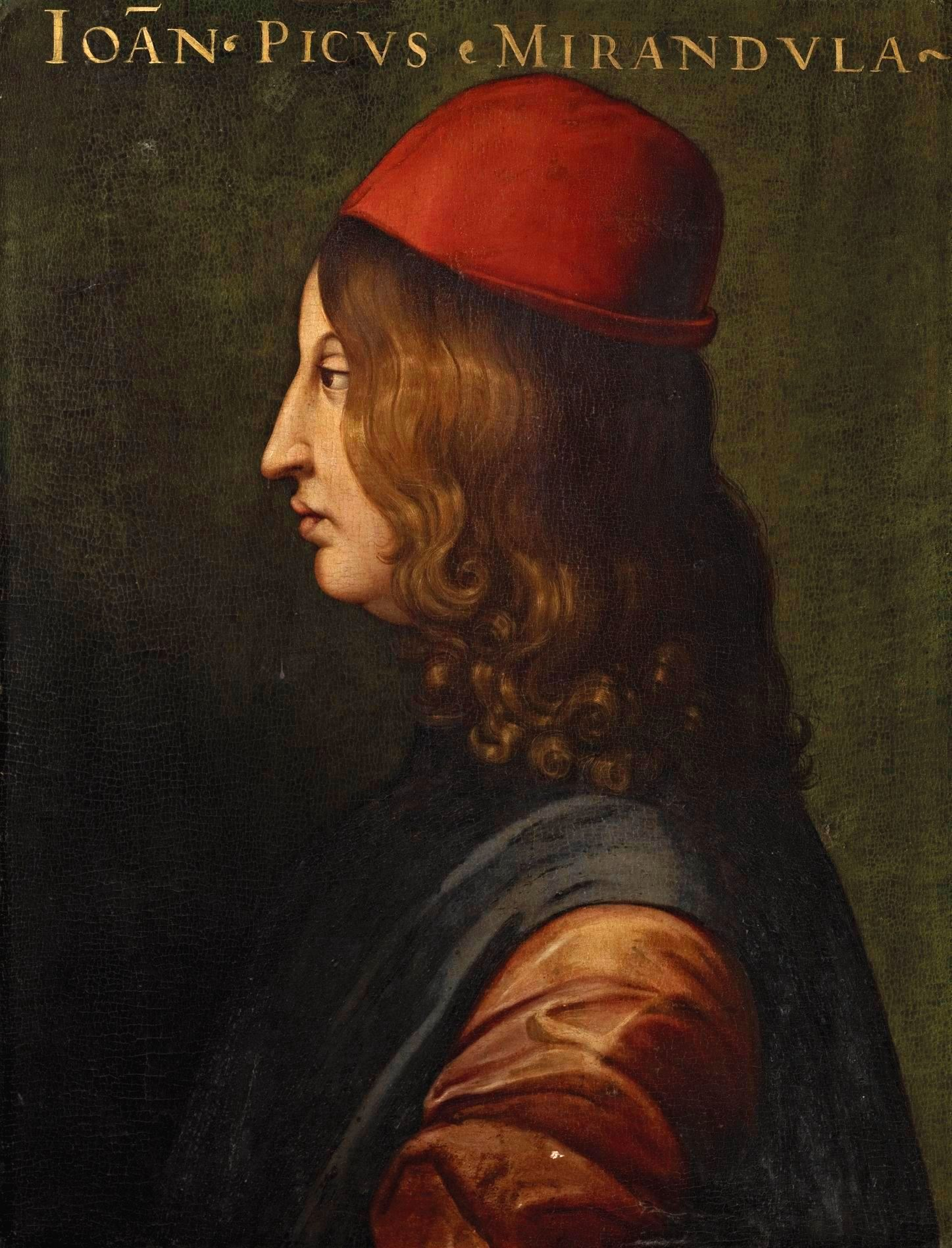
Retrato de la Galería de los Uffizi, en Florencia

Giovanni Pico della Mirandola (1463–1494) fue un noble y filósofo italiano del Renacimiento, célebre por los sucesos de 1486, cuando, a la edad de 23 años, se propuso defender contra viento y marea 900 tesis sobre religión, filosofía, filosofía natural y magia, para lo cual escribió la Oración sobre la dignidad del hombre, que ha sido llamada el Manifiesto del Renacimiento y un texto clave del humanismo renacentista y de lo que se ha llamado la Reforma Hermética. Fue el fundador de la tradición de la Cábala cristiana, elemento clave del esoterismo occidental de principios de la Edad Moderna. Las 900 Tesis fueron el primer libro impreso prohibido universalmente por la Iglesia.
En noviembre de 1484 se instaló durante un tiempo en Florencia y conoció a Lorenzo de Médici y a Marsilio Ficino. Era un día astrológicamente auspicioso que Ficino había elegido para publicar sus traducciones de las obras de Platón del griego al latín, bajo el patrocinio entusiasta de Lorenzo. Pico parece haber encantado a ambos hombres, y a pesar de las diferencias filosóficas de Ficino, éste estaba convencido de su afinidad saturnina y de la providencia divina de su llegada. Lorenzo apoyaría y protegería a Pico hasta su muerte en 1492.
Pico pasó varios meses en Perugia y en la cercana Fratta. Fue allí, como escribió a Ficino, donde “la divina Providencia... hizo que cayeran en mis manos ciertos libros. Son libros caldeos… de Esdras, de Zoroastro y de Melchor, oráculos de los magos, que contienen una interpretación breve y seca de la filosofía caldea, pero llena de misterio.” Fue también en Perugia donde Pico conoció la Cábala mística hebrea, que le fascinó, al igual que los escritores herméticos clásicos tardíos, como Hermes Trismegisto. En la época de Pico se pensaba que la Cábala y la Hermética eran tan antiguas como el Antiguo Testamento.

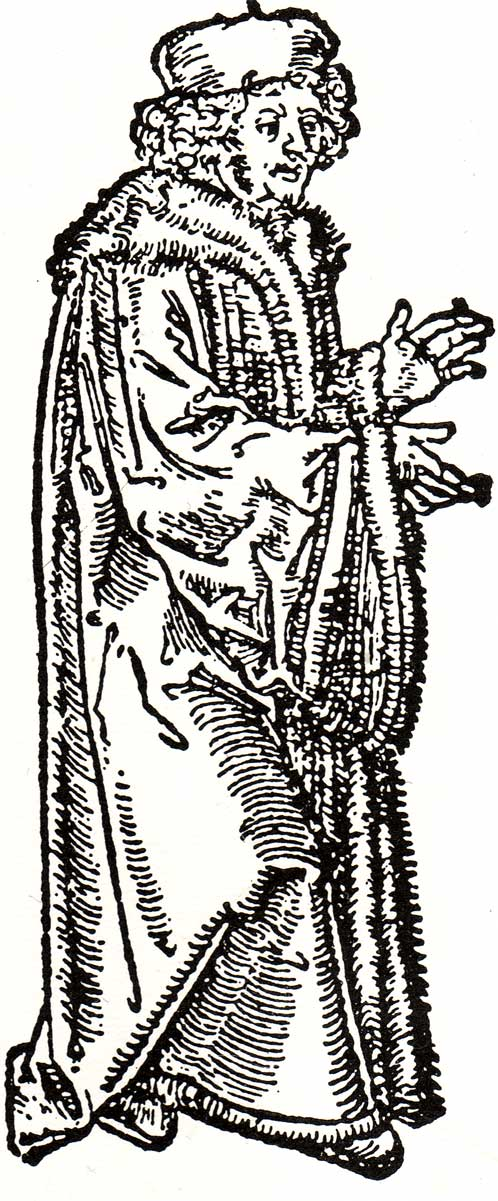
Johann Reuchlin, xilografía de 1516

El tutor de Pico en Cábala fue el rabino Johannan Alemanno (1435/8-c. 1510), quien sostenía que el estudio y el dominio de la magia debían considerarse como la etapa final de la educación intelectual y espiritual. Este contacto, iniciado a raíz del interés cristiano por las fuentes místicas judías, dio lugar a una influencia mutua sin precedentes entre el pensamiento renacentista judío y cristiano. La más original de las 900 tesis de Pico se refería a la Cábala. Como resultado, se convirtió en el fundador de la tradición conocida como Cábala cristiana, que pasó a ser una parte central del esoterismo occidental moderno temprano.
La aproximación de Pico a las distintas filosofías fue de un sincretismo extremo, situándolas en paralelo, según se ha afirmado, en lugar de intentar describir una historia evolutiva. Pico basó sus ideas principalmente en Platón, al igual que su maestro, Marsilio Ficino, pero conservó un profundo respeto por Aristóteles. Aunque era un producto de los studia humanitatis, Pico era constitutivamente un ecléctico, y en algunos aspectos representó una reacción contra las exageraciones del humanismo puro, defendiendo lo que él creía que era lo mejor de los comentaristas medievales e islámicos, como Averroes y Avicena, sobre Aristóteles en una famosa y larga carta a Ermolao Barbaro en 1485.
El objetivo de Pico siempre fue reconciliar las escuelas de Platón y Aristóteles, ya que creía que utilizaban palabras diferentes para expresar los mismos conceptos. Quizá por ello sus amigos le llamaban Princeps Concordiae, o Príncipe de la Armonía (un juego de palabras con Príncipe de Concordia, una de las propiedades de su familia). Del mismo modo, Pico creía que una persona culta también debía estudiar las fuentes hebreas y talmúdicas, así como el Hermetismo, porque pensaba que representaban el mismo concepto de Dios que se ve en el Antiguo Testamento, pero con palabras diferentes.
En 1490, Pico conoció a Johannes Reuchlin (1455-1522), que se convirtió en heredero de sus doctrinas cabalísticas. Siguiendo a Pico, Reuchlin parecía encontrar en la Cábala una profunda teosofía que podría ser de gran utilidad para la defensa del cristianismo y la reconciliación de la ciencia con los misterios de la fe, una noción común en aquella época. Las ideas y objetos místico-cabalísticos de Reuchlin fueron expuestos en el De Verbo Mirifico, y finalmente en el De Arte Cabbalistica (1517).

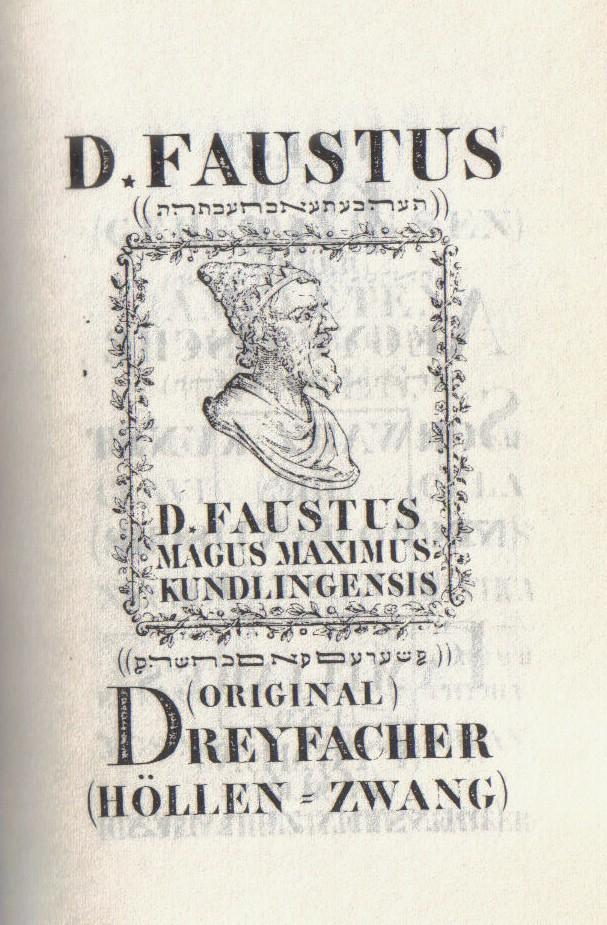
Portada de uno de los grimorios de Höllenzwang atribuido a D. Faustus Magus Maximus Kundlingensis

#### El legendario Doctor Fausto
Johann Georg Faust (c. 1480 o 1466-c. 1541) fue un alquimista, astrólogo y mago alemán itinerante del Renacimiento alemán. Debido a su temprano tratamiento como figura legendaria y literaria, es difícil establecer con certeza hechos históricos sobre su vida.
En el año 1506, se tiene constancia de la aparición de Fausto como intérprete de trucos mágicos y horóscopos en Gelnhausen. Durante los 30 años siguientes, hay numerosos registros similares repartidos por el sur de Alemania. Fausto se presentó como médico, doctor en filosofía, alquimista, mago y astrólogo, y a menudo fue acusado de fraude. La Iglesia lo denunció como blasfemo aliado con el diablo.
El 23 de febrero de 1520, Fausto estuvo en Bamberg haciendo un horóscopo para el obispo y la ciudad, por el que recibió la suma de 10 gulden. En 1528, Fausto visitó Ingolstadt, de donde fue desterrado poco después.
En 1532 parece haber intentado entrar en Núremberg, según una nota poco halagüeña del alcalde menor de la ciudad para “negar el paso libre al gran nigromante y sodomita Doctor Faustus” (Doctor Faustus, dem großen Sodomiten und Nigromantico in furt glait ablainen). Registros posteriores dan un veredicto más positivo; así, el profesor de Tubinga Joachim Camerarius en 1536 reconoce a Fausto como un astrólogo respetable, y el médico Philipp Begardi de Worms en 1539 alaba sus conocimientos médicos. La última atestación directa de Fausto data del 25 de junio de 1535, cuando se registra su presencia en Münster durante la rebelión anabaptista.

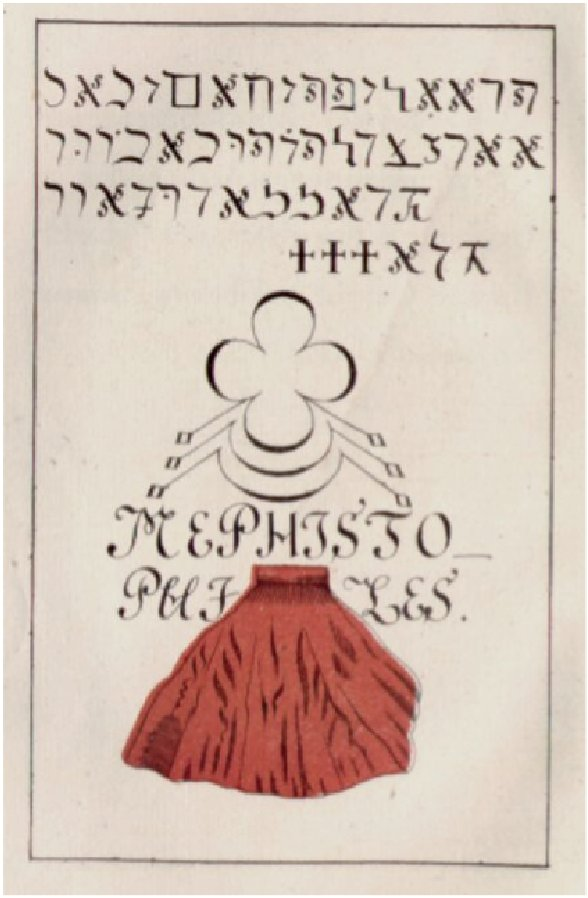
Página de Praxis Magia Faustiana (1527)

El Doctor Fausto se convirtió en leyenda popular en las décadas posteriores a su muerte, transmitida en folletines a partir de la década de 1580, y fue notablemente adaptada por Christopher Marlowe en su obra The Tragical History of the Life and Death of Doctor Faustus (1604). La tradición del Faustbuch perduró durante toda la Edad Moderna, y la leyenda se volvió a adaptar en el drama de armario Fausto (1808), de Johann Wolfgang von Goethe, en la composición musical La damnation de Faust (estrenada en 1846), de Hector Berlioz, y en la Sinfonía Fausto, de Franz Liszt, de 1857.
Existen varios grabados de grimorios o textos mágicos atribuidos a Fausto. Algunos de ellos están fechados artificialmente en vida de Fausto, bien en “1540”, o en “1501”, “1510”, etc., algunos incluso en fechas irrazonablemente tempranas, como “1405” y “1469”. De hecho, los grabados datan de finales del siglo XVI, de hacia 1580, es decir, del mismo periodo de desarrollo de la tradición del Volksbuch.

#### Otros primeros escritores
Otros escritores sobre temas ocultos o mágicos de este periodo son:
- Johannes Hartlieb (1410-1468) escribió un compendio sobre hierbas hacia 1440, y en 1456 el Buch aller verpoten Kunst, ungelaubens und der zaubrey (libro sobre todas las artes prohibidas, la superstición y la hechicería) sobre las artes magicae, que contiene la descripción más antigua conocida del ungüento volador de brujas.
- Thomas Norton (n. <1436-d. c. 1513) fue un poeta y alquimista inglés conocido sobre todo por su poema alquímico de 1477, The Ordinal of Alchemy.
- Johannes Trithemius (1462-1516) La obra más famosa de Trithemius, Steganographia (escrita hacia 1499; publicada en Fráncfort en 1606), se incluyó en el Index Librorum Prohibitorum en 1609[21] y se retiró en 1900.[22] Esta obra consta de tres volúmenes y parece tratar sobre magia, concretamente sobre el uso de espíritus para comunicarse a larga distancia. Sin embargo, desde la publicación de una clave de descifrado de los dos primeros volúmenes en 1606, se sabe que en realidad tratan de criptografía y esteganografía. Hasta hace poco, se creía que el tercer volumen trataba únicamente de magia, pero ahora se ha demostrado que las fórmulas mágicas son encubrimientos de más material sobre criptografía.[23][24]

### Renacimiento y Reforma
C. S. Lewis, en su obra de 1954 English Literature in the Sixteenth Century, Excluding Drama, diferencia lo que considera el cambio de carácter de la magia practicada en la Edad Media frente a la del Renacimiento:
Sólo un prejuicio obstinado sobre este periodo podría cegarnos ante cierto cambio que se produce en los textos meramente literarios cuando pasamos de la Edad Media al siglo XVI. En los relatos medievales hay, en cierto sentido, mucha magia. Merlín hace esto o aquello por su sutileza, Bercilak reanima su cabeza cortada. Pero todos estos pasajes tienen inequívocamente la nota de hada. Pero en Spenser, Marlowe, Chapman y Shakespeare el tema se trata de manera muy diferente. Va a su estudio; se abren libros, se pronuncian palabras terribles, se ponen en peligro las almas. El autor medieval parece escribir para un público para el que la magia, al igual que la errancia de los caballeros, forma parte del mobiliario romántico; el isabelino, para un público que cree que puede estar ocurriendo en la calle de al lado. […] El olvido de este punto ha producido extrañas lecturas de La tempestad, que es en realidad […] la obra de Shakespeare sobre la magia como Macbeth es su obra sobre la goeteia.

#### Heinrich Cornelius Agrippa

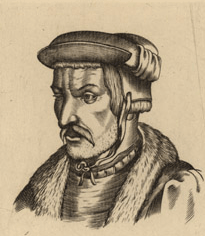
Retrato xilográfico de Agripa

La magia cabalística y hermética, creada por Marsilio Ficino (1433-1499) y Giovanni Pico della Mirandola (1463-1494), fue popularizada en el norte de Europa, sobre todo en Inglaterra, por Heinrich Cornelius Agrippa (1486-1535), a través de su obra De occulta philosophia libra tres (1531-1533). Agrippa tenía ideas revolucionarias sobre la teoría y el procedimiento mágicos que circularon ampliamente en el Renacimiento entre quienes buscaban el conocimiento de la filosofía oculta.

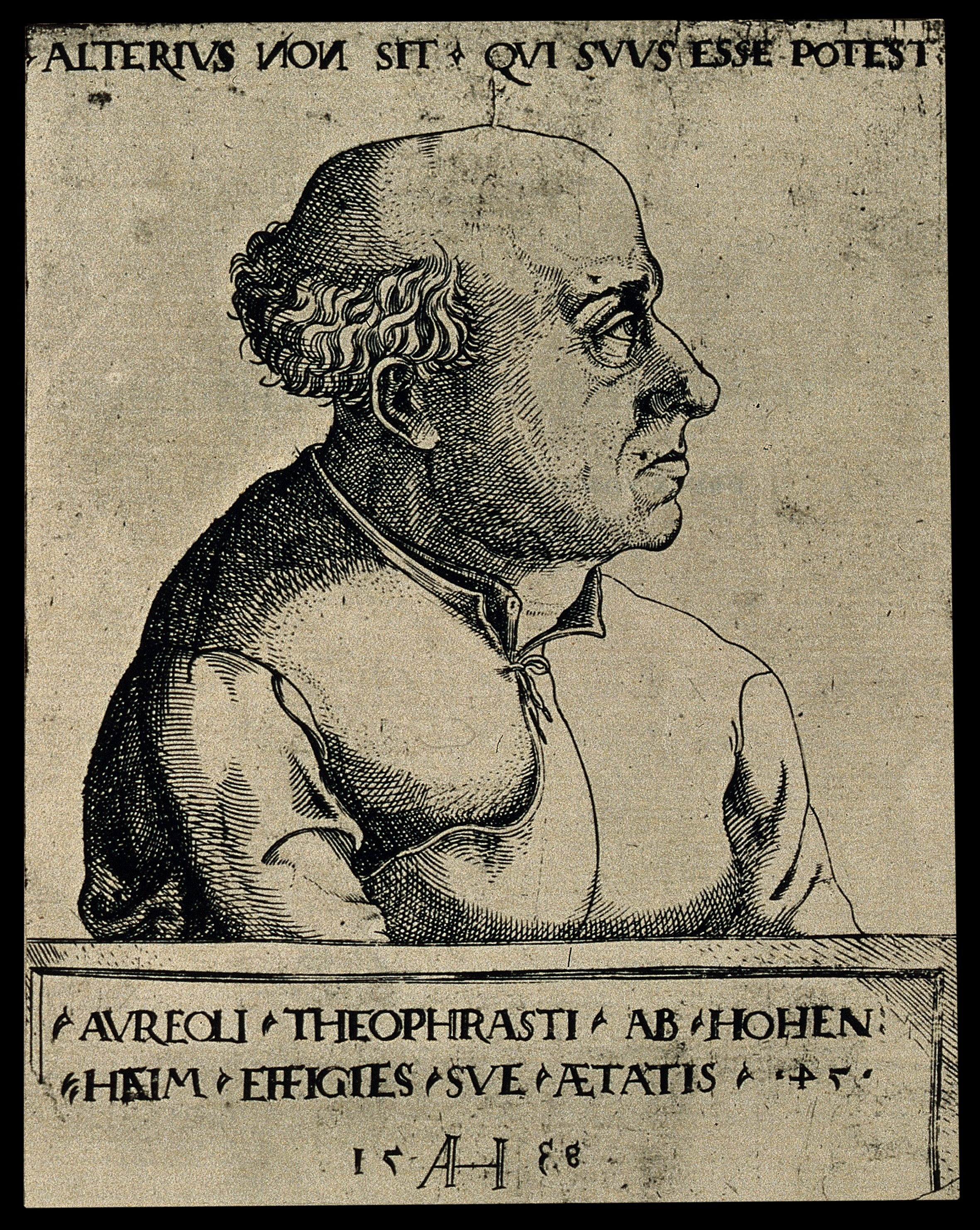
1538 retrato de Paracelso por Augustin Hirschvogel

El propio Agripa era famoso como erudito, médico jurista y astrólogo, pero a lo largo de su vida fue continuamente perseguido como hereje. Sus problemas provenían no sólo de su reputación como prestidigitador, sino también de sus vehementes críticas a los vicios de las clases dirigentes y de las autoridades intelectuales y religiosas más respetadas.
Mientras que algunos eruditos y estudiantes consideraban a Agripa una fuente de inspiración intelectual, para muchos otros sus prácticas eran dudosas y sus creencias graves. El lado transitivo de la magia se explora en De occulta philosophia de Agripa, y en ocasiones se vulgariza. Sin embargo, en Ficino y Pico y nunca perdemos de vista los solemnes fines religiosos de la magia: el mago explora los secretos de la naturaleza para suscitar el asombro ante las obras de Dios e inspirar un culto y un amor más ardientes al Creador.
En De occulta philosophia se dedica un espacio considerable a ejemplos de brujería maligna, y es fácil salir del tratado con la impresión de que Agripa encontraba la brujería tan intrigante como la magia benévola.
No obstante, en el apogeo de los juicios por brujería, existía cierto peligro de ser asociado con la brujería o la hechicería, y la mayoría de los autores eruditos se esforzaron por renunciar claramente a la práctica de las artes prohibidas. Así, Agripa, aunque admite que la magia natural es la forma más elevada de la filosofía natural, rechaza sin ambigüedad toda forma de hechicería (goetia o nigromancia).

#### Paracelso
Paracelso (c. 1493–1541) fue un médico, alquimista, teólogo laico y filósofo suizo del Renacimiento alemán. Como médico de principios del siglo XVI, Paracelso tenía una afinidad natural con las filosofías hermética, neoplatónica y pitagórica centrales en el Renacimiento, una visión del mundo ejemplificada por Marsilio Ficino y Pico della Mirandola.
La astrología era una parte muy importante de la medicina de Paracelso, que era astrólogo en activo, al igual que muchos de los médicos universitarios que trabajaban en Europa en aquella época. Paracelso dedicó varias secciones de sus escritos a la construcción de talismanes astrológicos para curar enfermedades. Rechazó en gran medida las filosofías de Aristóteles y Galeno, así como la teoría de los humores. Aunque aceptaba el concepto de los cuatro elementos (agua, aire, fuego y tierra), los consideraba simplemente una base sobre la que construir otras propiedades. Paracelso también describió cuatro seres elementales, cada uno correspondiente a uno de los cuatro elementos: Salamandras, que corresponden al fuego; Gnomos, que corresponden a la tierra; Ondinas, que corresponden al agua; y Sílfides, que corresponden al aire.
A menudo consideraba el fuego como el firmamento que se situaba entre el aire y el agua en los cielos. Paracelso utiliza a menudo un huevo para describir los elementos. En su primer modelo, escribió que el aire rodeaba el mundo como la cáscara de un huevo. La clara de huevo que hay bajo la cáscara es como el fuego, porque tiene una especie de caos que le permite sostener la tierra y el agua. La tierra y el agua forman un globo que, en términos del huevo, es la yema. En De Meteoris, Paracelso escribió que el firmamento es el cielo.

#### Nostradamus

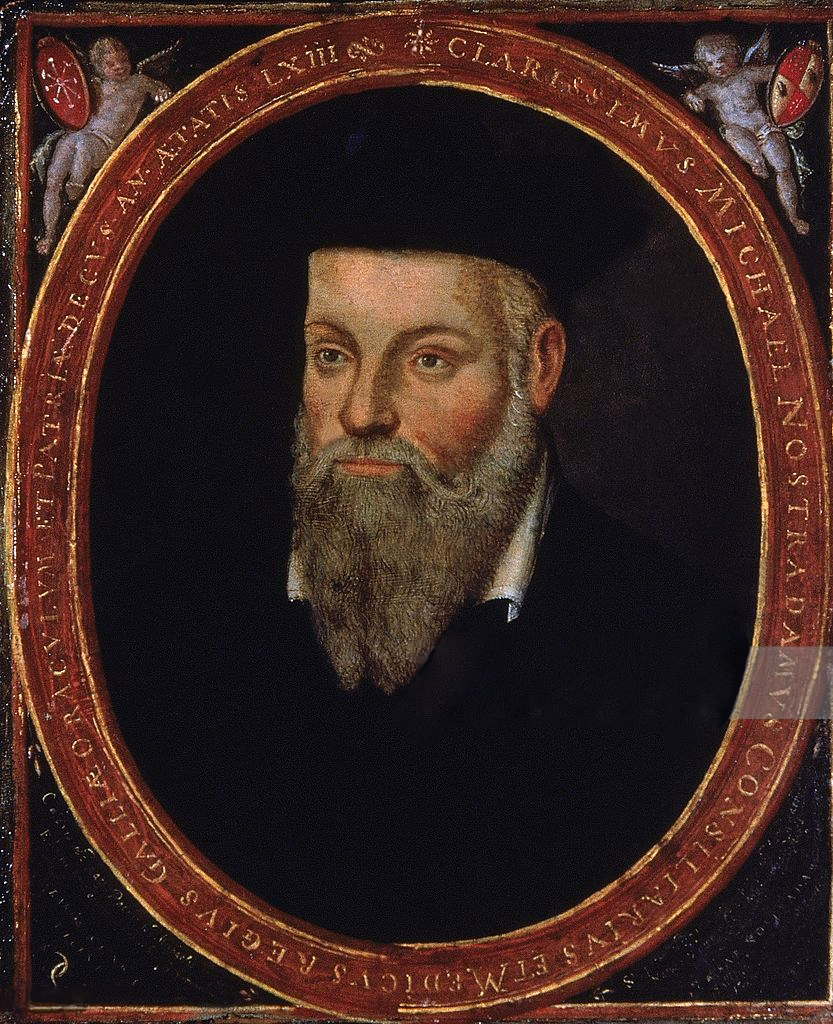
Nostradamus: retrato original de su hijo César

Nostradamus (1503-1566) fue un astrólogo, médico y reputado vidente francés, conocido sobre todo por sus supuestas predicciones de acontecimientos futuros. Siguiendo las tendencias populares, escribió un almanaque para 1550, en el que por primera vez latinizó su nombre a Nostradamus. El éxito del almanaque le animó tanto que decidió escribir uno o más anualmente. En conjunto, se sabe que contenían al menos 6.338 profecías, así como al menos once calendarios anuales, todos ellos comenzando el 1 de enero y no, como a veces se supone, en marzo.
Fue sobre todo en respuesta a los almanaques que la nobleza y otras personas prominentes de lugares lejanos pronto empezaron a pedirle horóscopos y consejos psíquicos, aunque por lo general esperaba que sus clientes le proporcionaran las cartas natales en las que se basarían, en lugar de calcularlas él mismo como habría hecho un astrólogo profesional. Cuando se veía obligado a intentarlo él mismo basándose en las tablas publicadas en la época, a menudo cometía errores y no ajustaba las cifras al lugar o la hora de nacimiento de sus clientes.
Comenzó entonces su proyecto de escribir su libro Les Prophéties, una colección de 942 cuartetas poéticas que constituyen las profecías, en gran parte sin fecha, por las que es más famoso hoy en día. Sin embargo, al sentirse vulnerable a la oposición por motivos religiosos, ideó un método para oscurecer su significado utilizando una sintaxis virgiliana, juegos de palabras y una mezcla de otras lenguas como el griego, el italiano, el latín y el provenzal. Por razones técnicas relacionadas con su publicación en tres entregas (parece ser que el editor de la tercera y última entrega no quiso empezarla en mitad de una Centuria o libro de cien versos), las últimas cincuenta y ocho cuartetas de la séptima Centuria no han sobrevivido en ninguna edición existente.

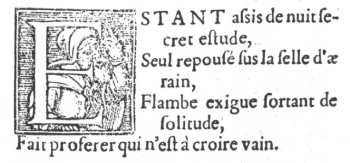
Centuria I, Cuarteta 1 en la edición de Lyon Bonhomme de 1555

Les Prophéties tuvo una acogida desigual cuando se publicó. Algunas personas pensaban que Nostradamus era un siervo del mal, un impostor o un demente, mientras que muchos miembros de la élite evidentemente pensaban lo contrario. Catalina de Médici, esposa del rey Enrique II de Francia, fue una de las mayores admiradoras de Nostradamus. Tras leer sus almanaques de 1555, en los que se aludía a amenazas anónimas contra la familia real, Catalina le llamó a París para que se los explicara y elaborara horóscopos para sus hijos. En aquel momento temió ser decapitado, pero a su muerte, en 1566, la reina Catalina le había nombrado consejero y médico ordinario de su hijo, el joven rey Carlos IX de Francia.
En los años transcurridos desde la publicación de Les Prophéties, Nostradamus ha atraído a muchos partidarios que, junto con gran parte de la prensa popular, le atribuyen haber predicho con exactitud muchos acontecimientos mundiales importantes. La mayoría de las fuentes académicas rechazan la noción de que Nostradamus tuviera auténticas habilidades proféticas sobrenaturales y sostienen que las asociaciones que se hacen entre los acontecimientos mundiales y las cuartetas de Nostradamus son el resultado de malas interpretaciones o malas traducciones (a veces deliberadas). Estos académicos también argumentan que las predicciones de Nostradamus son característicamente vagas, lo que significa que podrían aplicarse prácticamente a cualquier cosa, y son inútiles para determinar si su autor tenía poderes proféticos reales.

#### Johann Weyer

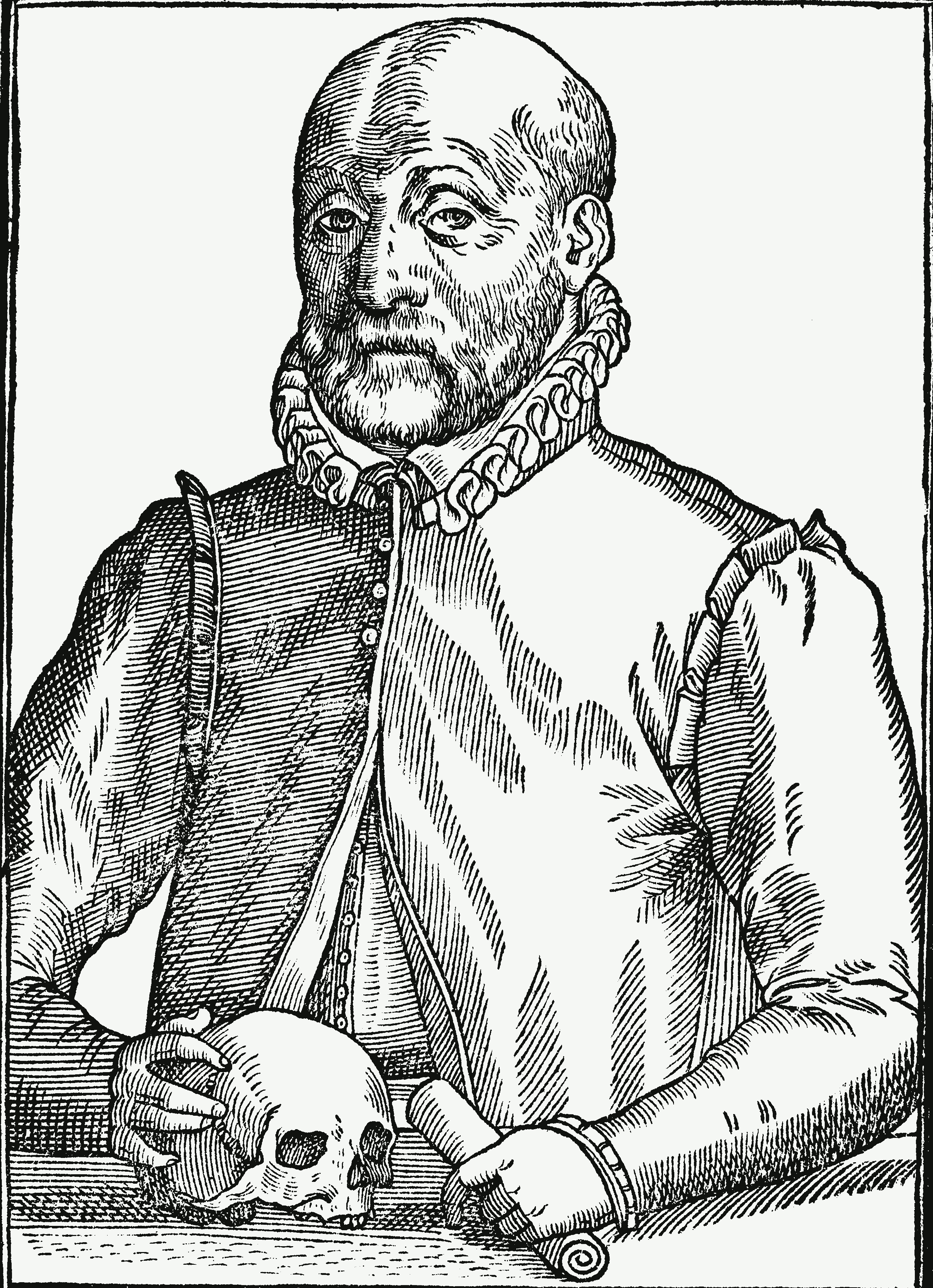
Grabado de Johann Weyer, 60 años, de De Lamiis Liber

Johann Weyer (1515-1588) fue un médico, ocultista y demonólogo holandés, discípulo y seguidor de Heinrich Cornelius Agrippa. Fue uno de los primeros en publicar contra la persecución de brujas. Su obra más influyente es De Praestigiis Daemonum et Incantationibus ac Venificiis (Sobre las ilusiones de los demonios y sobre hechizos y venenos; 1563). 
Weyer criticó el Malleus Maleficarum y la caza de brujas por parte de las autoridades cristianas y civiles; se dice que fue la primera persona que utilizó el término enfermo mental o melancólico para designar a las mujeres acusadas de practicar la brujería. En una época en la que los juicios por brujería y las ejecuciones empezaban a ser habituales, intentó derogar la ley relativa a la persecución de la brujería. Afirmaba que no sólo los ejemplos de magia eran en gran medida increíbles, sino que el delito de brujería era literalmente imposible, por lo que era probable que cualquiera que confesara el delito estuviera sufriendo algún trastorno mental (principalmente melancolía, una categoría muy flexible con muchos síntomas diferentes).
Aunque defendió la idea de que el poder del diablo no era tan fuerte como afirmaban las iglesias cristianas ortodoxas en De Praestigiis Daemonum, también defendió la idea de que los demonios tenían poder y podían aparecerse ante las personas que los invocaban, creando ilusiones; pero comúnmente se refería a los magos y no a las brujas cuando hablaba de las personas que podían crear ilusiones, diciendo que eran herejes que utilizaban el poder del diablo para hacerlo, y cuando hablaba de las brujas, utilizaba el término enfermo mental.
Además, Weyer no sólo escribió el catálogo de demonios Pseudomonarchia Daemonum, sino que también dio su descripción y los conjuros para invocarlos en la hora apropiada y en nombre de Dios y de la Trinidad, no para crear ilusiones sino para obligarlos a hacer la voluntad del conjurador, así como consejos sobre cómo evitar ciertos peligros y trucos si el demonio era reacio a hacer lo que se le ordenaba o un mentiroso. Además, quería abolir la persecución de las brujas, y cuando hablaba de los que invocan a los demonios (que él llamaba espíritus) utilizaba cuidadosamente la palabra exorcista.
Weyer nunca negó la existencia del Diablo y de un gran número de otros demonios de alto y bajo orden. Su obra sirvió de inspiración a otros ocultistas y demonólogos, entre ellos un autor anónimo que escribió el Lemegeton (La llave menor de Salomón). Hubo muchas ediciones de sus libros (escritos en latín), especialmente de Pseudomonarchia Daemonum, y varias adaptaciones al inglés, entre ellas Discoverie of Witchcraft (1584), de Reginald Scot.
El llamamiento de Weyer en favor de la clemencia para los acusados del delito de brujería encontró oposición más tarde, en el siglo XVI, en el médico suizo Thomas Erastus, el teórico jurídico francés Jean Bodin y el rey Jacobo VI de Escocia.

#### John Dee y Edward Kelley

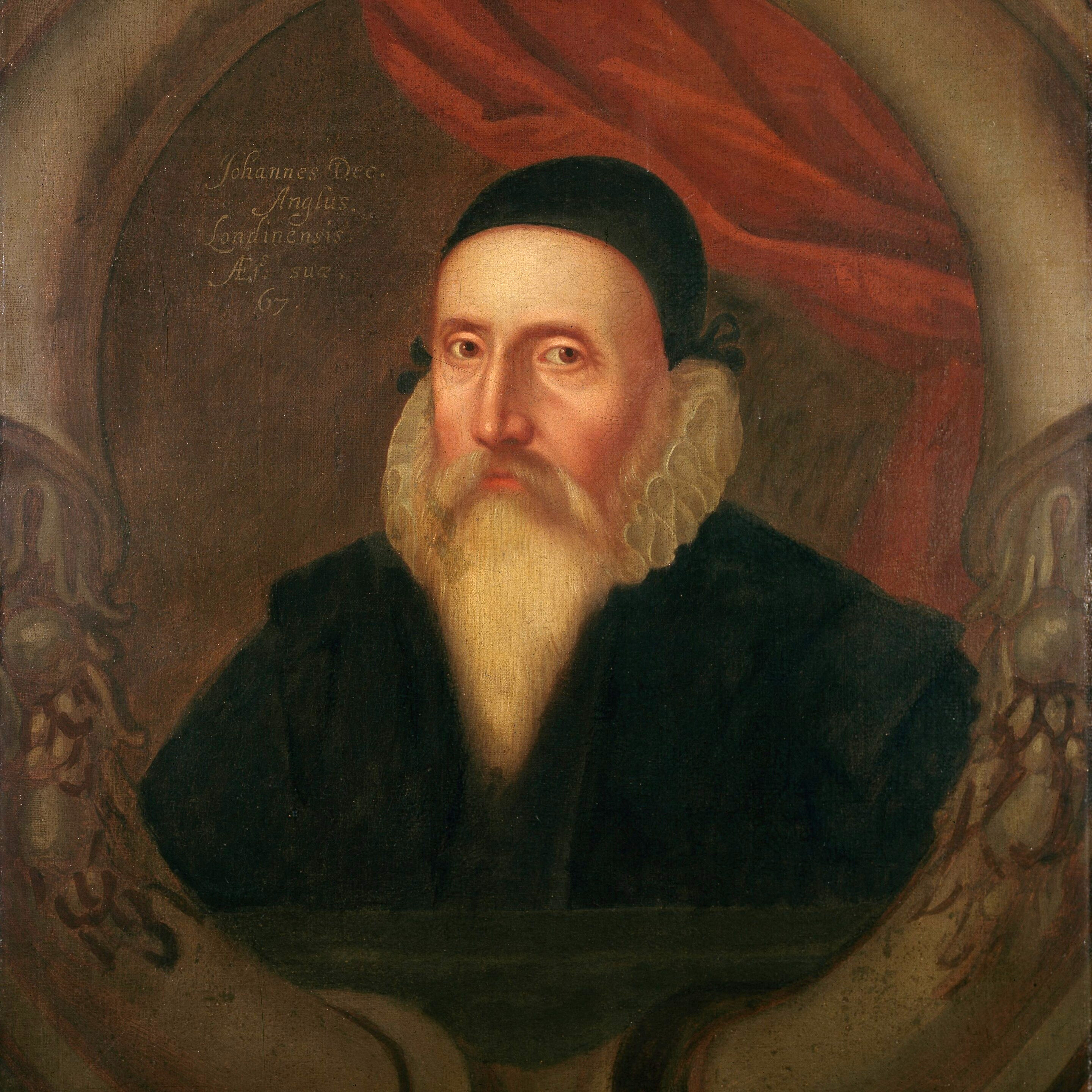
Retrato del siglo XVI de un artista desconocido

John Dee (1527-1608 o 1609) fue un matemático, astrónomo, astrólogo, profesor, ocultista y alquimista inglés, astrólogo de la corte y consejero de Isabel I. Estudioso del neoplatonismo renacentista de Marsilio Ficino, dedicó gran parte de su tiempo a la alquimia, la adivinación y la filosofía hermética. Como anticuario, poseía una de las mayores bibliotecas de Inglaterra de la época. Como asesor político, abogó por la fundación de colonias inglesas en el Nuevo Mundo para formar un Imperio británico, término que se le atribuye.
Dee era un cristiano devoto, pero su religiosidad estaba influida por doctrinas herméticas y platónico-pitagóricas omnipresentes en el Renacimiento. Creía que los números eran la base de todas las cosas y la clave del conocimiento. Del hermetismo extrajo la creencia de que el hombre tenía el potencial del poder divino que podía ejercerse a través de las matemáticas. Su objetivo era ayudar a que surgiera una religión mundial unificada mediante la curación de la brecha entre las iglesias católica romana y protestante y la recuperación de la teología pura de los antiguos.
En 1564, Dee escribió la obra hermética Monas Hieroglyphica (La Mónada Jeroglífica), una exhaustiva interpretación cabalística de un glifo de su propio diseño, destinado a expresar la unidad mística de toda la creación. Tras dedicarla a Maximiliano II, emperador del Sacro Imperio Romano Germánico, en un esfuerzo por ganarse su patrocinio, Dee intentó regalársela en el momento de su ascensión al trono de Hungría. La obra fue estimada por muchos de los contemporáneos de Dee, pero no puede interpretarse hoy en día en ausencia de la tradición oral secreta de aquella época.
A principios de la década de 1580, Dee estaba descontento con sus progresos en el aprendizaje de los secretos de la naturaleza. Empezó a volverse enérgicamente hacia lo sobrenatural como medio para adquirir conocimientos. Trató de ponerse en contacto con los espíritus mediante el uso de un scryer o bola de cristal, que pensaba que actuaría como intermediario entre él y los ángeles.

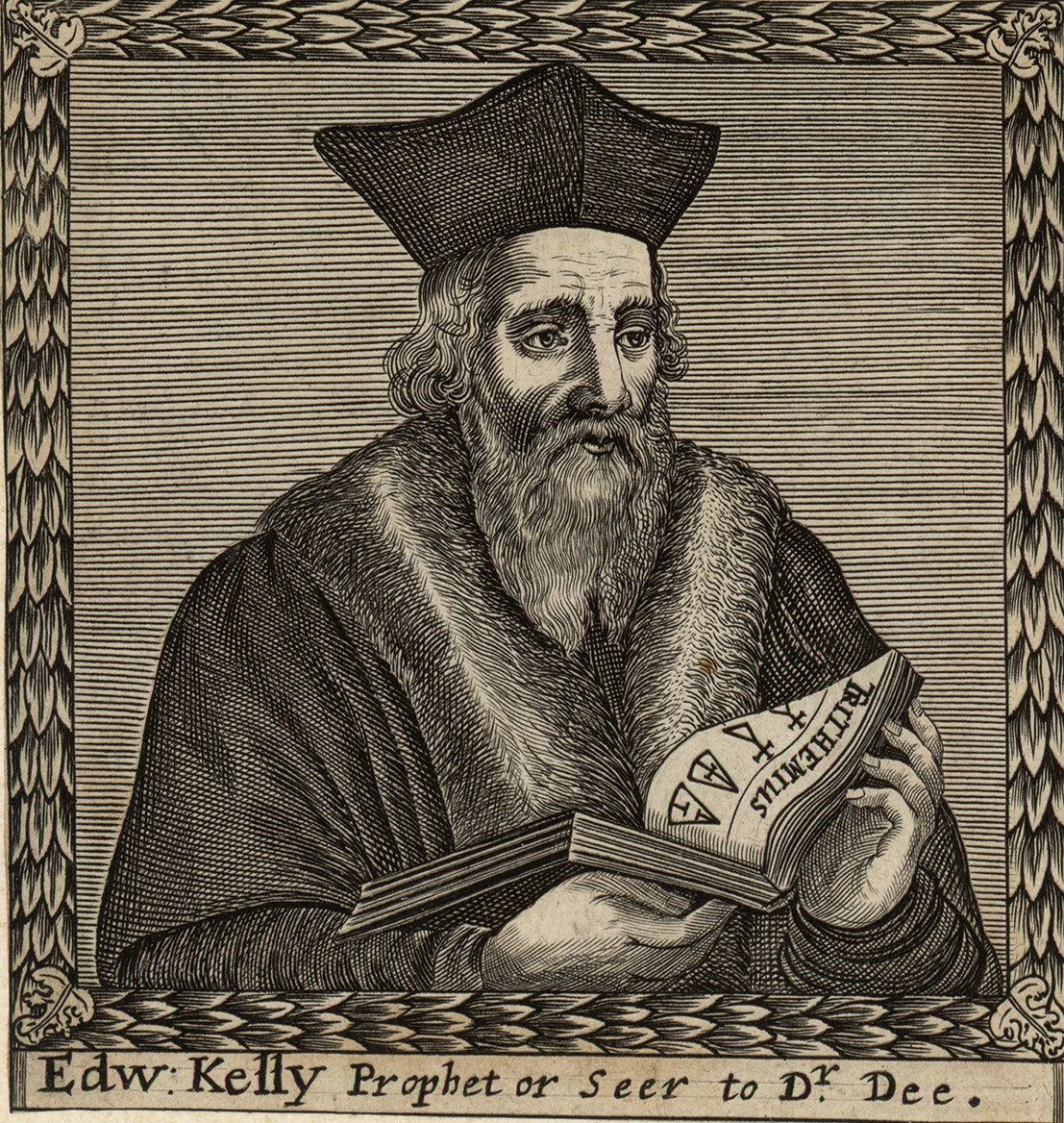
Edward Kelley

Los primeros intentos de Dee con varios descifradores fueron insatisfactorios, pero en 1582 conoció a Edward Kelley (1555-1597/8), que entonces se hacía llamar Edward Talbot para disimular su condena por acuñación o falsificación, quien le impresionó enormemente con sus habilidades. Dee tomó a Kelley a su servicio y empezó a dedicar todas sus energías a sus afanes sobrenaturales. Estas conferencias espirituales o acciones se llevaban a cabo con intensa piedad cristiana, siempre tras periodos de purificación, oración y ayuno. Dee estaba convencido de los beneficios que podían reportar a la humanidad. El carácter de Kelley es más difícil de evaluar: algunos concluyen que actuó con cinismo, pero no se puede descartar el engaño o el autoengaño. La producción de Kelley es notable por su volumen, complejidad y viveza. Dee creía que los ángeles le dictaban laboriosamente varios libros de esta forma, a través de Kelley, algunos en un lenguaje especial angélico o enochiano.
En 1583, Dee conoció al empobrecido pero popular noble polaco Albert Łaski, quien, después de sobrepasar su estancia en la corte, invitó a Dee a acompañarle de vuelta a Polonia. Con la insistencia de los ángeles (de nuevo a través de Kelley) y debido al empeoramiento de su estatus en la corte, Dee decidió hacerlo. Él, Kelley y sus familias partieron en septiembre de 1583, pero Łaski resultó estar en bancarrota y en desgracia en su propio país. Dee y Kelley comenzaron una vida nómada en Europa Central, mientras continuaban con sus conferencias espirituales, que Dee detalló en sus diarios y almanaques. Tuvieron audiencias con el emperador Rodolfo II en el castillo de Praga y con el rey Esteban Bathory de Polonia, a quienes intentaron convencer de la importancia de la comunicación angélica.
En 1587, en una conferencia espiritual en Bohemia, Kelley contó a Dee que el ángel Uriel había ordenado a los hombres que compartieran todas sus posesiones, incluidas sus esposas. Para entonces, Kelley había adquirido cierto renombre como alquimista y era más solicitado que Dee en este sentido: era una línea de trabajo que tenía perspectivas de ganancias financieras serias y a largo plazo, especialmente entre las familias reales de Europa central. Dee, sin embargo, estaba más interesado en comunicarse con los ángeles, que creía que le ayudarían a resolver los misterios de los cielos a través de las matemáticas, la óptica, la astrología, la ciencia y la navegación. Quizá Kelley, de hecho, deseaba acabar con la dependencia de Dee como adivino en sus cada vez más largas y frecuentes conferencias espirituales. La orden de compartir esposas causó angustia a Dee, pero al parecer no dudó de que era auténtica y compartieron esposas. Sin embargo, Dee rompió las conferencias inmediatamente después. Regresó a Inglaterra en 1589, mientras que Kelley pasó a ser el alquimista del emperador Rodolfo II.
Hacia 1590, Kelley llevaba un estilo de vida opulento en Europa, disfrutando del mecenazgo de la nobleza: recibió varias fincas y grandes sumas de dinero de Rosenberg. Mientras tanto, continuó con sus experimentos alquímicos hasta que convenció a Rodolfo II de que estaba listo para empezar a producir oro, el objetivo de su trabajo. Rodolfo lo nombró caballero Sir Edward Kelley de Imany y Nueva Lüben el 23 de febrero de 1590 (pero es posible que esto ocurriera en 1589). En mayo de 1591, Rodolfo hizo arrestar y encarcelar a Kelley en el castillo de Křivoklát, a las afueras de Praga, supuestamente por haber matado en duelo a un funcionario llamado Jiri Hunkler; es posible que tampoco quisiera que Kelley escapara antes de haber producido realmente oro. En 1595, Kelly aceptó cooperar y volver a su trabajo alquímico; fue liberado y restituido a su antiguo estatus. Al no producir oro, fue encarcelado de nuevo, esta vez en el castillo de Hněvín, en Most. Su esposa y su hijastra intentaron contratar a un consejero imperial que pudiera liberar a Kelley de su encarcelamiento, pero murió prisionero a finales de 1597/principios de 1598 por las heridas recibidas al intentar escapar.
En la actualidad se conservan algunos escritos de Kelley, entre ellos dos tratados alquímicos en verso en inglés y otros tres tratados que dedicó a Rodolfo II desde la cárcel. Se titulaban Tractatus duo egregii de lapide philosophorum una cum theatro astronomiae (1676). Los tratados han sido traducidos como Los escritos alquímicos de Edward Kelley (1893).

#### Giordano Bruno

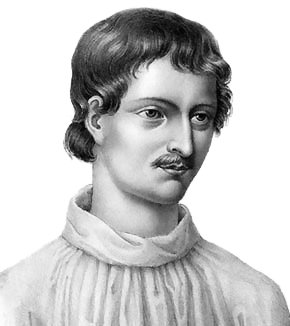
Retrato moderno de Giordano Bruno basado en una xilografía del Livre du recteur, 1578

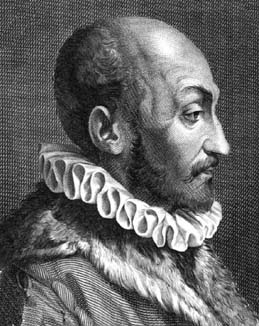
Retrato de della Porta de Jo. Bapt. Portae Neapolitani Magiae naturalis libri XX, Nápoles, 1589

Giordano Bruno (1548-1600) fue un fraile dominico italiano, filósofo, matemático, poeta, teórico de la cosmología y ocultista hermético. Es conocido por sus teorías cosmológicas, que ampliaron conceptualmente el entonces novedoso modelo copernicano. Propuso que las estrellas eran soles lejanos rodeados de sus propios planetas, y planteó la posibilidad de que estos planetas pudieran albergar vida propia, una postura cosmológica conocida como pluralismo cósmico. También insistió en que el universo es infinito y no puede tener centro.
Además de cosmología, Bruno también escribió extensamente sobre el arte de la memoria, un grupo vagamente organizado de técnicas y principios mnemotécnicos. La historiadora Frances Yates sostiene que Bruno estuvo profundamente influido por la astrología islámica (en particular la filosofía de Averroes), el neoplatonismo, el hermetismo renacentista y las leyendas similares al Génesis en torno al dios egipcio Thot. Otros estudios sobre Bruno se han centrado en su enfoque cualitativo de las matemáticas y su aplicación de los conceptos espaciales de la geometría al lenguaje.
En 1584, Bruno publicó dos importantes diálogos filosóficos (La Cena de le Ceneri y De l'infinito universo et mondi) en los que argumentaba en contra de las esferas planetarias (Christoph Rothmann hizo lo mismo en 1586 al igual que Tycho Brahe en 1587) y afirmaba el principio copernicano. En particular, para apoyar el punto de vista copernicano y oponerse a la objeción según la cual el movimiento de la Tierra se percibiría por medio del movimiento de los vientos, las nubes, etc., en La Cena de le Ceneri Bruno anticipa algunos de los argumentos de Galilei sobre el principio de relatividad.
La cosmología de Bruno distingue entre soles que producen su propia luz y calor, y tienen otros cuerpos que se mueven a su alrededor; y tierras que se mueven alrededor de los soles y reciben luz y calor de ellos. Bruno sugirió que algunos, si no todos, de los objetos conocidos clásicamente como estrellas fijas son en realidad soles. Según el astrofísico Steven Soter, fue la primera persona que comprendió que “las estrellas son otros soles con sus propios planetas”. Bruno escribió que otros mundos “no tienen menos virtud ni una naturaleza distinta de la de nuestra Tierra” y, al igual que ésta, “contienen animales y habitantes”.
En 1588 marchó a Praga, donde obtuvo 300 táleros de Rodolfo II, pero ningún puesto de profesor. Ejerció brevemente como profesor en Helmstedt, pero tuvo que huir al ser excomulgado por los luteranos. Durante este periodo produjo varias obras en latín, dictadas a su amigo y secretario Girolamo Besler, entre ellas De Magia (Sobre la magia), Theses De Magia (Tesis sobre la magia) y De Vinculis in Genere (Relato general de la vinculación). Al parecer, todas ellas fueron transcritas o grabadas por Besler (o Bisler) entre 1589 y 1590. También publicó De Imaginum, Signorum, Et Idearum Compositione (Sobre la composición de imágenes, signos e ideas, 1591).

A partir de 1593, Bruno fue juzgado por herejía por la Inquisición romana, acusado de negar varias doctrinas católicas fundamentales, como la condenación eterna, la Trinidad, la divinidad de Cristo, la virginidad de María y la transubstanciación. El panteísmo de Bruno no fue tomado a la ligera por la Iglesia, como tampoco lo fue su enseñanza de la transmigración del alma (reencarnación). La Inquisición le declaró culpable y fue quemado en la hoguera en el Campo de' Fiori de Roma en 1600. Tras su muerte, adquirió una fama considerable, siendo especialmente celebrado por los comentaristas del siglo XIX y principios del XX, que lo consideraban un mártir de la ciencia, aunque la mayoría de los historiadores coinciden en que su juicio por herejía no fue una respuesta a sus opiniones cosmológicas, sino más bien a sus puntos de vista religiosos y sobre la vida después de la muerte. Sin embargo, algunos historiadores sostienen que la razón principal de la muerte de Bruno fueron sus opiniones cosmológicas. El caso de Bruno sigue considerándose un hito en la historia del librepensamiento y de las ciencias emergentes.

#### Giambattista della Porta
Giambattista della Porta (1535-1615) fue un erudito, polímata y dramaturgo italiano que vivió en Nápoles en la época de la revolución científica y la Reforma. Su obra más famosa, publicada por primera vez en 1558, se titula Magia Naturalis (De la magia natural). En este libro trató diversos temas que había investigado, como la óptica, la filosofía oculta, la astrología, la alquimia, las matemáticas, la meteorología y la filosofía natural. También se referían a él como profesor de secretos.
En De la magia natural, della Porta describe un dispositivo imaginario conocido como telégrafo simpático. El dispositivo consistía en dos cajas circulares, similares a brújulas, cada una con una aguja magnética, supuestamente magnetizada por el mismo imán. Cada casilla debía estar etiquetada con las 26 letras, en lugar de las direcciones habituales. Della Porta supuso que así se coordinarían las agujas, de modo que al marcar una letra en una casilla, la aguja de la otra oscilaría para apuntar a la misma letra, ayudando así a la comunicación.

En 1563, della Porta publicó De Furtivis Literarum Notis, una obra sobre criptografía. En ella describió el primer cifrado de sustitución digráfica conocido. Charles J. Mendelsohn comentó:
En mi opinión, fue el criptógrafo más destacado del Renacimiento. Es posible que algún desconocido que trabajara en una habitación oculta a puerta cerrada le haya superado en el dominio general de la materia, pero entre aquellos cuya obra puede estudiarse él se alza como un gigante.
Della Porta inventó un método que le permitía escribir mensajes secretos en el interior de los huevos. Durante la Inquisición española, algunos de sus amigos fueron encarcelados. A la entrada de la prisión, todo era revisado excepto los huevos. Della Porta escribió mensajes en la cáscara del huevo con una mezcla de pigmentos vegetales y alumbre. La tinta penetró en la cáscara del huevo, que es semiporosa. Cuando la cáscara se secó, hirvió el huevo en agua caliente y la tinta del exterior del huevo se lavó. Cuando el destinatario en prisión peló la cáscara, el mensaje se reveló de nuevo en la clara del huevo.
Della Porta fue el fundador de una sociedad científica llamada Academia Secretorum Naturae (Accademia dei Segreti en italiano). Este grupo era más comúnmente conocido como los Otiosi, (Hombres de ocio). Fundada en algún momento antes de 1580, los Otiosi fueron una de las primeras sociedades científicas de Europa y su objetivo era estudiar los secretos de la naturaleza. Cualquier persona que solicitara ser miembro debía demostrar que había hecho un nuevo descubrimiento en las ciencias naturales.
La Academia Secretorum Naturae se ve obligada a disolverse cuando se sospecha que sus miembros se dedican a las ciencias ocultas. Como católico, della Porta fue examinado por la Inquisición y convocado a Roma por el Papa Gregorio XIII. Aunque personalmente salió indemne de la reunión, se vio obligado a disolver su Academia Secretorum Naturae, y en 1592 la Iglesia prohibió la publicación de sus obras filosóficas. La prohibición se levantó en 1598.
A pesar de este incidente, della Porta siguió siendo religiosamente devoto y se hizo hermano jesuita laico. La implicación de Porta con la Inquisición desconcierta a los historiadores debido a su participación activa en obras caritativas jesuitas hacia 1585. Una posible explicación radica en las relaciones personales de Porta con Fray Paolo Sarpi después de 1579.

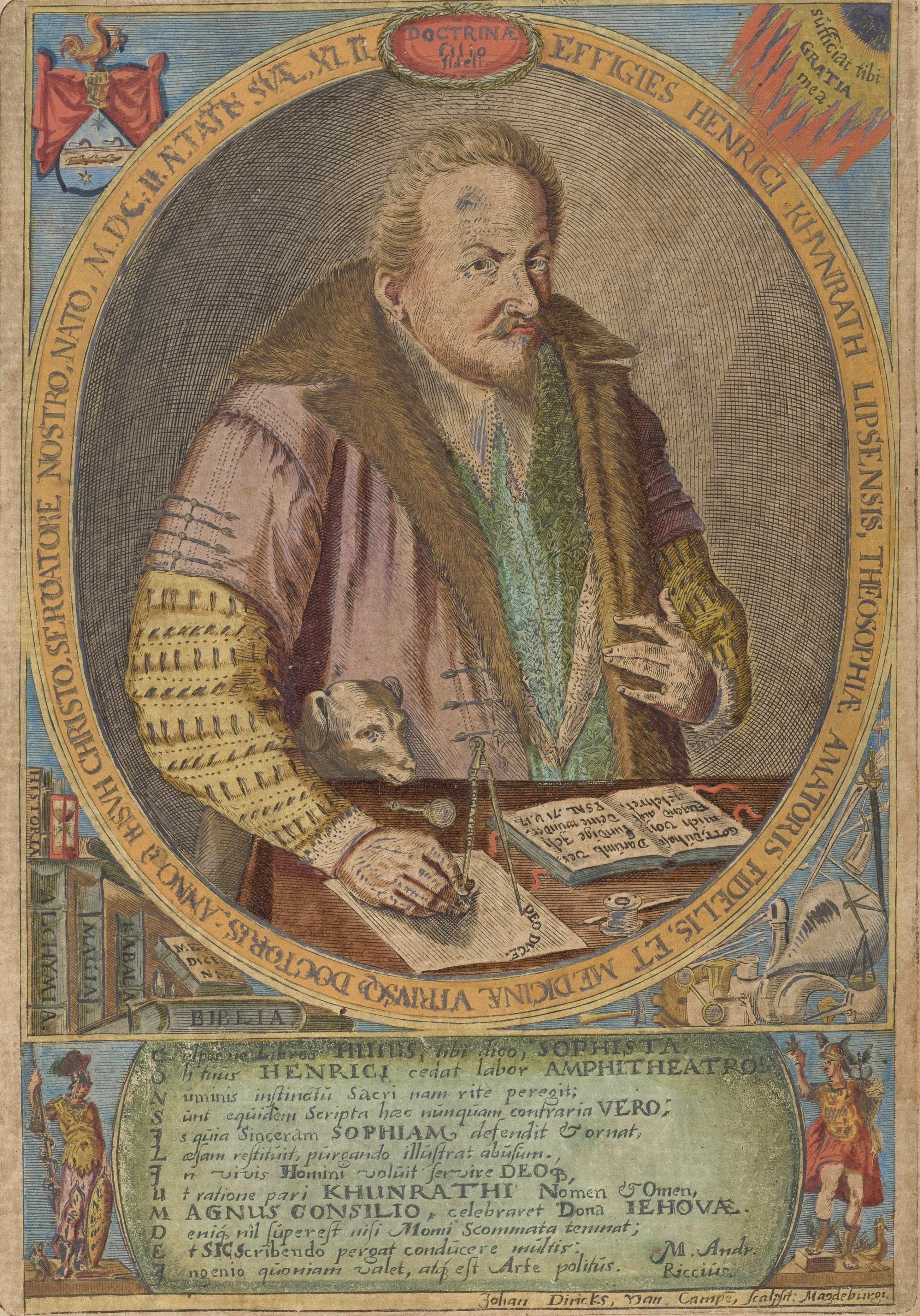
Retrato de Heinrich Khunrath de su Amphitheatrum sapientiae aeternae

#### Heinrich Khunrath
Heinrich Khunrath (c. 1560-1605) fue un médico, filósofo hermético y alquimista alemán. Frances Yates lo consideraba un eslabón entre la filosofía de John Dee y el rosacrucismo. Su nombre, con la grafía Henricus Künraht, se utilizó como seudónimo para el editor en 1670 del Tractatus Theologico-Politicus de Baruch Spinoza.
Khunrath, discípulo de Paracelso, ejerció la medicina en Dresde, Magdeburgo y Hamburgo, y es posible que ocupara una cátedra en Leipzig. Después de 1588 viajó mucho, incluida una estancia en la corte imperial de Praga, donde residía el emperador Rodolfo II de Habsburgo, de inclinaciones místicas. Antes de llegar a Praga, conoció a John Dee en Bremen el 27 de mayo de 1589, cuando Dee regresaba a Inglaterra desde Bohemia. Khunrath elogió a Dee en sus obras posteriores. Durante su estancia en la corte, Khunrath conoció al alquimista Edward Kelley, que se había quedado después de que él y Dee se separaran. En septiembre de 1591, Khunrath fue nombrado médico de la corte del conde Rosemberk en Trebona. Probablemente conoció en Trebona a Johann Thölde, uno de los autores sugeridos de los tratados de alquimia de Basilius Valentinus.
Los roces de Khunrath con John Dee y Thölde y las creencias paracelsianas le llevaron a desarrollar una magia natural cristianizada, tratando de encontrar la prima materia secreta que conduciría al hombre a la sabiduría eterna. La visión cristianizada que adoptó Khunrath se enmarcaba en su compromiso con la teología luterana. También sostenía que la experiencia y la observación eran esenciales para la investigación alquímica práctica, al igual que un filósofo natural.
Su obra más famosa sobre la alquimia es el Amphitheatrum Sapientiae Aeternae (Anfiteatro de la Sabiduría Eterna), una obra sobre los aspectos místicos de ese arte, que contiene el grabado tantas veces visto titulado La primera etapa de la Gran Obra, más conocido como el Laboratorio del alquimista. El libro se publicó por primera vez en Hamburgo en 1595, con cuatro planchas circulares grabadas, coloreadas a mano y realzadas con oro y plata, diseñadas por Khunrath y grabadas por Paullus van der Doort. Posteriormente, el libro se difundió más ampliamente en una edición ampliada con la adición de otras láminas, publicada póstumamente en Hanau en 1609.
Amphitheatrum Sapientiae Aeternae es un clásico de la alquimia que combina cristianismo y magia. En él, Khunrath se muestra como un adepto de la alquimia espiritual e ilustra el intrincado camino de la perfección espiritual en múltiples etapas. La obra de Khunrath fue importante en los círculos luteranos. John Warwick Montgomery ha señalado que Johann Arndt (1555-1621), influyente escritor de libros luteranos de pietismo y devoción, compuso un comentario sobre Amphitheatrum. Algunas de las ideas de sus obras son de naturaleza cabalística y prefiguran el rosacrucismo.

#### Otros escritores renacentistas
Otros escritores sobre temas ocultos o mágicos de este periodo son:
- Thomas Charnock (1524-1581) fue un alquimista y ocultista inglés que dedicó su vida a la búsqueda de la piedra filosofal.
- Nicolas Flamel (1330-1418) fue un escriba y vendedor de manuscritos francés. Tras su muerte, Flamel se hizo famoso como alquimista y se le atribuyó el descubrimiento de la piedra filosofal y el logro de la inmortalidad. Estos relatos legendarios aparecieron por primera vez a finales del siglo XVI. Se atribuyen a Flamel varias obras de finales del siglo XVI y principios del XVII.
- Basilio Valentín (seudónimo de uno o varios autores del siglo XVI), conocido sobre todo por Las doce llaves de Basil Valentine (1599).